# Papirus 122
Papirus 122 (według numeracji Gregory-Aland), oznaczany symbolem {\displaystyle {\mathfrak {P}}^{122}} – grecki rękopis Nowego Testamentu, spisany w formie kodeksu na papirusie. Paleograficznie datowany jest na IV albo V wiek. Zawiera fragmenty Ewangelii Jana.

## Opis
Zachowały się dwa fragmenty jednej karty Ewangelii Jana (21,11-14.22-24). Tekst pisany jest jedną kolumną na stronę. Oryginalna karta miała 44 linijek tekstu na stronę. Zachowany fragment zawiera 11 linijek.
Nomina sacra pisane są skrótami (ΙΗΣ, liczba 153 zapisana skrótem ΡΝΓ).
Tekst fragmentu jest zgodny z Kodeksem Waszyngtońskim. W J 21,14 brak ο Ιησους (Jezus), w czym jest zgodny tylko z Kodeksem Waszyngtońskim.

## Historia
Na liście rękopisów znalezionych w Oksyrynchos umieszczony został na pozycji 4806. Tekst rękopisu opublikowany został w 2007 roku. INTF umieścił go na liście rękopisów Nowego Testamentu, w grupie papirusów, dając mu numer 122.
Rękopis datowany jest przez Instytut Badań Tekstu Nowego Testamentu na IV lub V wiek.
Obecnie przechowywany jest w Ashmolean Museum (Papyrology Rooms, P. Oxy. 4806) w Oksfordzie.